# پولمون یکم پونتوس
پولمون اول پونتوس ( زبان یونانی: Πολέμων Πυθόδωρος  ; fl. قرن ۱ پیش از میلاد - درگذشت ۸ پس از میلاد) پادشاه متکی کیلیکیه ، پونتوس ، کولخیس و پادشاهی بسفور بود. پولمون پسر و وارث زنون و احتمالاً تریفنا بود. زنون و پولمون لائودیسه را با هدایای اختصاصی فراوانی آراستند. 

## زندگی و حرفه
پولمون یونانی آناتولی بود. پدر پولمون، زنون، یک سخنور و یک اشراف برجسته از لائودیسه در لیکوس در آناتولی بود. زنون از هایبراس، سخنور و سیاستمدار برجسته در میلاس (شهر اصلی کاریا) حمایت کرد. هایبراس به دلیل اظهار نظر کنایه آمیز با ژنرال رومی کوئینتوس لابینوس به مشکل خورد. لابینوس به میلاسا راهپیمایی کرد. بسیاری از شهروندان آن تمایل به تسلیم داشتند. با این حال، زنون و هایبریس حاضر به تسلیم نشدند و شهرهای خود را به شورش کشاندند. زنون مردم محلی را تشویق کرد تا در برابر لابینوس و پاکوروس اول پادشاه پارت ، زمانی که ارتش آنها در سال 40 قبل از میلاد به سوریه و آناتولی حمله کردند، مقاومت کنند. لابینوس میلاسا را اخراج کرد. او با خانه هایبریس به طرز شرم آور بدرفتاری کرد.  زنون دوست و متحد تریومویر رومی مارک آنتونی بود و در تهاجم اشکانیان نقش اصلی را ایفا کرد.

## یادداشت
1. ↑  Strabo, Geography, 12.8.16
2. ↑  Strabo, Geography, 14.5.24